# 주물숭배

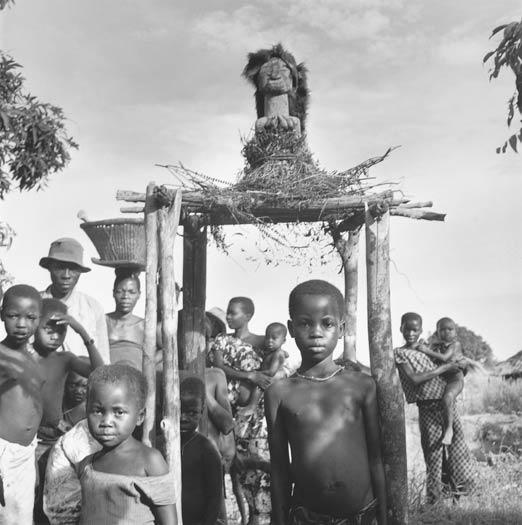

페티시즘(영어: fetishism)은 물신숭배(物神崇拜), 서물숭배(庶物崇拜), 주물숭배(呪物崇拜) 등으로 번역되는 종교학 용어로, 어떠한 물건에 초자연적인 힘이 깃들어 있다고 믿어 이를 숭배하는 일을 뜻한다. 원시 종교에서는 깃털이나 나뭇조각, 돌조각 따위에 영험한 힘이 있다고 믿어 그것을 숭배하고 재앙을 면하거나 병을 고치려 했다.
페티시(영어: fetish)는 초자연적인 힘이 깃든 물건, 그 중에서도 특히 인공물을 뜻하는데, 프랑스어 페티슈(프랑스어: fétiche; 페티시, 우상)에서 유래했다. 이는 포르투갈어 페이티수(포르투갈어: feitiço; 부적, 주술)에서 유래했는데, 그 뿌리를 라틴어 팍티키우스(라틴어: facticius; 인공적인)에 둔다.

## 개요
사람이 만들어 낸 것이 자립적(自立的)인 힘을 갖고 그 영향력에 의해서 거꾸로 인간이 그것에 지배당하게 될적에 거기에 물신숭배라는 현상이 생겨난다. 즉 상품경제가 확립되는 것과 더불어 사회에서 주체적인 것은 인간이 아니라 상품이 되는 경향이 있게 된다. 상품 교환은 인간의 자의적(恣意的)인 감정이나 의식에 의해서 이루어지는 것이 아니라 상품 자체가 갖는 법칙, 결국 가치법칙에 따라서 성립되는 것이다. 이렇게 되면 인간은 다만 상품의 대표자라는 위치를 갖는 데 지나지 않는다.이와 같이 상품이 주체적으로 되었을 때 인간은 자기가 공상으로 만들어낸 신을 숭배한 것과 마찬가지로 이번에는 인간의 활동에 의해서 낳은 상품을 숭배하게 된다. 그 가장 대표적인 것이 화폐를 숭배하는 경향이다.물신숭배는 현대사회에서는 아주 많은 사람들을 사로잡고 있다. 특히 화폐에 대한 숭배가 그렇다. 그 밖에도 예컨대 매스컴의 발달과 더불어 활자와 영상(映像)에 대한 숭배의 경향이 생겨나고 있다.

## 같이 보기
- 상품물신성